# Richard Palmer
Richard Palmer va ser un ciclista britànic, que va córrer a la darreria del segle xix. El 1898 guanyà el Campionat del món de mig fons darrere motocicleta

## Palmarès
- 1898
  -  Campió del món de mig fons